# Liste der Naturdenkmale in Osthofen
Die Liste der Naturdenkmale in Osthofen nennt die im Gemeindegebiet von Osthofen ausgewiesenen Naturdenkmale (Stand 29. Februar 2024).

## Naturdenkmale
| Nr.         | Bezeichnung                      | Lage                                             | Beschreibung                                 | Bild            |
| ----------- | -------------------------------- | ------------------------------------------------ | -------------------------------------------- | --------------- |
| ND-7331-436 | Kastanie am Ziegelhüttenweg      | Ziegelhüttenweg, hinter Nr. 9 Lage               | Aesculus hippocastanum                       | Fotos hochladen |
| ND-7331-472 | Sümpfe in der Gemarkung Osthofen | südlich des Ortes; Flur Der untere Neuteich Lage | flächenhaftes Naturdenkmal, zwei Teilflächen | Fotos hochladen |